# Dawit Maghradze
Dawit Maghradze (gruz. დავით მაღრაძე; ur. 28 czerwca 1962 w Tbilisi) – gruziński poeta, autor tekstu gruzińskiego hymnu przyjętego w 2004 roku.
W latach 1979–1984 studiował kartwelistykę na Tbiliskim Uniwersytecie Państwowym, następnie do 1985 roku pracował jako redaktor gazety „Niangi”, później do 1991 roku był redaktorem czasopisma literackiego „Mnatoba”. W 1991 roku był pracownikiem naukowym Tbiliskiego Uniwersytetu Państwowego, następnie w latach 1991–1992 pełnił funkcję zastępcy redaktora naczelnego czasopisma literackiego „Literaturuli Sakartwelo”, a w 1992 był redaktorem naczelnym czasopisma literackiego „Ciskari”. W latach 1992–1995 zajmował stanowisko ministra kultury Gruzji. W 1999 roku został posłem z listy Unii Obywateli Gruzji. W parlamencie Gruzji zasiadał do 14 lutego 2002.
Jego dzieła były tłumaczone na wiele języków, m.in. angielski, niemiecki, rosyjski, turecki, włoski i ormiański. Do jego najważniejszych tomików poezji należą „Marula” (1987), „Nikala” (2002) i „Salve” (2004). W 2011 roku został nominowany do literackiej nagrody Nobla.
Odznaczony Orderem Honoru oraz Orderem Gwiazdy Włoch.